# Cantó de Montmirail (Marne)
El cantó de Montmirail és un cantó francès del departament del Marne, situat al districte d'Épernay. Té 19 municipis i el cap és Montmirail.

## Municipis
- Bergères-sous-Montmirail
- Boissy-le-Repos
- Charleville
- Corfélix
- Corrobert
- Fromentières
- Le Gault-Soigny
- Janvilliers
- Mécringes
- Montmirail
- Morsains
- Rieux
- Soizy-aux-Bois
- Le Thoult-Trosnay
- Tréfols
- Vauchamps
- Verdon
- Le Vézier
- La Villeneuve-lès-Charleville

## Història
| Data d'elecció                           | Identitat        | Partit                        | Qualitat |
| ---------------------------------------- | ---------------- | ----------------------------- | -------- |
| 1945-1964                                | René Charpentier | MRP                           |          |
| 1964-1992                                | Philippe Amelin  | UNR, després UDR, després RPR |          |
| 1992-                                    | Bernard Doucet   | RPR, després app. UMP         |          |
| les dades anteriors no són pas conegudes |                  |                               |          |
|                                          |                  |                               |          |

## Demografia
| A partir de 1990: Població sense dobles comptes |